# Стюарти
Стю́арти (початково англ. Steward, Stewart, з XVI століття встановилось офранцужене написання англ. Stuart) — династія королів Шотландії (1371—1651, 1660—1707), Англії (1603—1649, 1660—1694, 1702—1707), Ірландії (1603—1649, 1660—1694, 1702—1714) та Великої Британії (1707—1714).

## В Шотландії
Першим відомим представником роду Стюартів бул сенешаль Алан Фіц-Флаад при дворі Доль-де-Бретань, який прибув на острів Велика Британія після Нормандського завоювання (в XI столітті). Один з його синів, Волтер Фіц-Алан під час громадянської війни в Англії 1135—1154 років підтримав імператрицю Матильду і зблизився з шотландським королем Давидом I. Близько 1136 року перебрався в Шотландію, де отримав володіння в Ренфрюширі, пожиттєве перство і спадкову посаду Верховного стюарда (управителя) шотландського королівського двору. Від назви посади і пішло сімейне прізвище Стюарти.

## В Королівстві Англія
Дочка Якова V, Марія I Стюарт, претендувала на англійський трон, бувши правнучкою Генріха VII. Її син, Яків VI, із закінченням династії Тюдорів 1603 року став королем Англії під ім'ям Яків I, об'єднавши таким чином англійський і шотландський трон, хоча офіційно це відбулося 1707 року.
Дім Стюартів закінчив своє існування 1807 року зі смертю внука Якова II, кардинала Генріха Бенедикта.

## Список монархів

### Монархи Шотландії
| Ім'я         | Портрет | (англ.)           | Роки правління |
| ------------ | ------- | ----------------- | -------------- |
| Роберт II    |         | англ. Robert II   | 1371-1390      |
| Роберт III   |         | англ. Robert III  | 1390-1406      |
| Яків I       |         | англ. James I     | 1406-1437      |
| Яків II      |         | англ. James II    | 1437-1460      |
| Яків III     |         | англ. James III   | 1460-1488      |
| Яків IV      |         | англ. James IV    | 1488-1513      |
| Яків V       |         | англ. James V     | 1513-1542      |
| Марія Стюарт |         | англ. Mary Stuart | 1542-1567      |

### Монархи Великої Британії та Ірландії
| І'мя                                                  | Портрет | Роки правління | Примітки                                                                                         |
| ----------------------------------------------------- | ------- | -------------- | ------------------------------------------------------------------------------------------------ |
| Яків I (англ. James I)                                |         | 1603-1625      | Король Шотландії під іменем Якова VI                                                             |
| Карл I (англ. Charles I)                              |         | 1625-1649      | Син Якова I                                                                                      |
| Карл II (англ. Charles II)                            |         | 1660-1685      | Син Карла I, король Шотландії також в 1649—1651 рр.                                              |
| Яків II (англ. James II)                              |         | 1685-1689      | Син Карла I, король Шотландії під іменем Якова VII                                               |
| Марія II (англ. Mary II)                              |         | 1689-1694      | Дочка Якова II, володарювала разом з Вільгельмом III                                             |
| Вільгельм III Оранський (англ. William III of Orange) |         | 1689-1702      | Онук Карла I, король Шотландії під іменем Вільгельма II, король Ірландії під іменем Вільгельма I |
| Анна Стюарт (англ. Anne)                              |         | 1702-1707      | Дочка Якова II                                                                                   |